# Albert della Scala
Albert della Scala fou fill natural de Josep della Scala. Fou prior de San Giorgio de Braida a Verona des del 1326 i va morir el 1352.
Va deixar un fill natural, Giampetro della Scala, que va organitzar una conjura contra Cansignoro della Scala i fou enforcat a Verona el 1366.